# Beker van Rwanda
De Beker van Rwanda is het nationale voetbalbekertoernooi van Rwanda dat wordt georganiseerd door de Fédération Rwandaise de Football Association (FERWAFA). Zoals de meeste bekercompetities wordt met het knock-outsysteem gespeeld.

## Finales
| Jaar               | Winnaar               | Uitslag  | Finalist              |
| ------------------ | --------------------- | -------- | --------------------- |
| 1975               | Kiyovu Sports         |          |                       |
| 1976               | Rayon Sports          |          |                       |
| 1977 niet gehouden |                       |          |                       |
| 1978               | Mukura Victory Sports | 5-1      | Rayon Sports          |
| 1979               | Rayon Sports          | 3-1      | Panthères Noires      |
| 1980               | Rayon Sports          | 2-1      | Panthères Noires      |
| 1981               | Panthères Noires      |          |                       |
| 1982               | Rayon Sports          | 1-0      | Panthères Noires      |
| 1983               | Panthères Noires      |          |                       |
| 1984               | Panthères Noires      | 1-1, 2-0 | Eclair Sport (Kigali) |
| 1985               | Kiyovu Sports         | 2-0      | Etincelles FC         |
| 1986               | Mukura Victory Sports | 2-1      | Panthères Noires      |
| 1987               | Panthères Noires      | 1-0      | Mukura Victory Sports |
| President’s Cup    |                       |          |                       |
| 1988               | Etincelles FC         | 1-0      | Kiyovu Sports         |
| 1989               | Rayon Sports          |          |                       |
| 1990               | Mukura Victory Sports |          |                       |
| 1991 niet gehouden |                       |          |                       |
| 1992               | Mukura Victory Sports |          |                       |
| 1993               | Rayon Sports          |          |                       |

| Jaar               | Winnaar          | Uitslag          | Finalist               |
| Coupe de la Paix   | Coupe de la Paix | Coupe de la Paix | Coupe de la Paix       |
| ------------------ | ---------------- | ---------------- | ---------------------- |
| 1994 niet gehouden |                  |                  |                        |
| 1995               | APR FC           |                  |                        |
| 1996               | APR FC           |                  |                        |
| 1997               | Rwanda FC        |                  |                        |
| 1998               | Rayon Sports     | niet gespeeld    | Kiyovu Sports (t.z.t.) |
| 1999               | APR FC           |                  |                        |
| 2000               | APR FC           |                  |                        |
| 2001               | Les Citadins FC  | ? ns (6-5)       | APR FC                 |
| 2002               | APR FC           |                  |                        |
| 2003               | Rayon Sports     |                  |                        |
| 2004 niet gehouden |                  |                  |                        |
| 2005               | Rayon Sports     | 3-0              | Mukura Victory Sports  |
| 2006               | APR FC           | 1-0              | Atraco FC              |
| 2007               | APR FC           | 2-0              | Atraco FC              |
| 2008               | APR FC           | 4-0              | Atraco FC              |
| 2009               | Atraco FC        | 1-0              | Mukura Victory Sports  |
| 2010               | APR FC           | 1-0              | Rayon Sports           |
| 2011               | APR FC           | 4-2 nv           | Police FC (Kibungo)    |
| 2012               | APR FC           | 2-1 nv           | Police FC              |
| 2013               | AS Kigali        | 3-0              | AS Muhanga (Gitarama)  |

### Prestaties per club
| Aantal | Club                          | Plaats |   | Aantal          | Club    | Plaats |
| ------ | ----------------------------- | ------ | - | --------------- | ------- | ------ |
| 11     | APR FC                        | Kigali | 1 | Etincelles FC   | Gisenyi |        |
| 09     | Rayon Sports                  | Nyanza | 1 | Rwanda FC       | Kigali  |        |
| 04     | Panthères Noires              | Kigali | 1 | Les Citadins FC | Kigali  |        |
| 04     | Mukura Victory Sports         | Butare |   |                 |         |        |
| 02     | Kiyovu Sports                 | Kigali |   |                 |         |        |
| 02     | AS Kigali inclusief Atraco FC | Kigali |   |                 |         |        |

Algerije ·
Angola ·
Benin ·
Botswana ·
Burkina Faso ·
Burundi ·
Centraal-Afrikaanse Republiek ·
Comoren ·
Congo-Brazzaville ·
Congo-Kinshasa ·
Djibouti ·
Egypte ·
Equatoriaal-Guinea ·
Ethiopië ·
Gabon ·
Gambia ·
Ghana ·
Guinee ·
Guinee-Bissau ·
Ivoorkust ·
Kameroen ·
Kenia ·
Lesotho ·
Liberia ·
Libië ·
Madagaskar ·
Mali ·
Marokko ·
Mauritanië ·
Mauritius ·
Mozambique ·
Namibië ·
Niger ·
Nigeria ·
Oeganda ·
Réunion ·
Rwanda ·
Sao Tomé en Principe ·
Senegal ·
Seychellen ·
Sierra Leone ·
Soedan ·
Somalië ·
Swaziland ·
Tanzania ·
Togo ·
Tsjaad ·
Tunesië ·
Zambia ·
Zimbabwe ·
Zuid-Afrika